# Serge Frydman
Pour les articles homonymes, voir Frydman.
Serge Frydman est un réalisateur et scénariste français, connu pour son association avec le réalisateur Patrice Leconte. Serge Frydman est passé à la réalisation en 2004 avec Mon ange.

## Filmographie
- 1989 : Chambre à part de Jacky Cukier (coscénariste et dialogues)
- 1996 : Les Grands Ducs de Patrice Leconte (coscénariste)
- 1998 : Une chance sur deux de Patrice Leconte (coscénariste)
- 1999 : La Fille sur le pont de Patrice Leconte (scénario et dialogues)
- 2000 : Amazone de Philippe de Broca (dialogues)
- 2002 : Rue des plaisirs de Patrice Leconte (coscénariste)
- 2003 : Tais-toi ! de Francis Veber (idée)(scénario de base repris par F Veber)
- 2004 : Mon ange (réalisation et scénario)
- 2014 : Maintenant ou jamais (réalisation et scénario)